# 旺角卡门
《旺角卡門》是王家衛執導的第一部電影，由劉德華、張曼玉、張學友和萬梓良主演；影片在香港電影分級制度設立前上映，後來在推出DVD時被列為三級片。本片於1988年6月9日上映，入圍第25屆金馬獎及第8屆香港電影金像獎共十二项提名，最終榮獲香港電影金像獎最佳美術指導和最佳男配角（張學友）。在2005年，獲香港電影金像獎協會票選為「最佳華語片一百部」之一。片中張學友飾演的烏蠅威胁万梓良饰演的Tony时的對白「吔屎啦你」成為香港影史上的經典一幕，其表情後續亦衍生出大量網絡改圖。

## 簡介
《卡門》原是法國作曲家喬治·比才所創作的歌劇。講述的是一個出身卑微的吉卜赛姑娘，她對愛情十分執着，最後卻沒有好結果的悲劇。吉卜赛姑娘與張曼玉飾演的阿娥有幾分相似。可能就是這樣，這套戲便名為《旺角卡門》。然而，王家衛導演的《旺角卡門》當中包含得更多是「旺角」這一元素。

## 剧情
阿華（劉德華 飾）和烏蠅（張學友 飾）是旺角两个情同手足的黑帮成员。阿华较早涉足黑社會，為烏蠅的老大，為人做事沉稳有分寸，他已经厌倦了江湖的打打杀杀；而小弟烏蠅则为人衝动莽撞，一直梦想着有朝一日能干一番大事让人对他刮目相看，因此阿华一直照顾着经常惹麻烦的烏蠅。阿華原先的女友因知道阿華並不會跟自己結婚，已懷孕的她於是打掉兩人的孩子，導致兩人分手。
一天，阿华的表妹阿娥（他二舅父的女儿，張曼玉 飾）从大屿山来旺角看病（可能是肺部有问题），並於獨居的阿华家中暫住。短暂的相处让二人互生情愫，不过阿华在外面的行事也让阿娥非常担心。几天后经过检查，阿娥證實没有患病後，便回去大嶼山（她在老家邓伯的餐厅裏做事）。走之后她告诉阿华，因為不想让他家中的玻璃杯全部被打碎，所以自己藏起了一只，等阿华需要那只杯子的时候，可以去找她（意思是说如果阿华想过正常人的生活，可以去找她）。
烏蠅的手下阿西在天台办婚宴，由于缺钱，烏蠅从Tony（萬梓良 飾）那里借了8,000元。但是寒酸的婚宴让阿西的外父很生气，再加上夏天的緣故，导致烏蠅与阿西外父發生激烈争执。后来阿华替烏蠅还钱给Tony，Tony要他連本帶利還13,500元，双方便起了冲突，阿华用刀威逼场子的老闆借钱（Tony是在他的麻將館圍場的）还了剩下的钱，因此得罪了Tony。后来在阿公（社團首領，林蛟 飾）的调解下，双方关系有所缓和。一個雨天，阿華在街上偶遇前女友，前女友已結婚還懷有身孕。令阿華想起阿娥。
烏蠅在阿华的告诫下做起了卖鱼蛋的小生意，阿华则跑回大嶼山去找阿娥，巧遇了另結新歡的阿娥正與外科醫生偉強（張叔平 飾）約會，阿華頓覺傷心失意搭船返家，卻在返家途中接到阿娥回心轉意的訊息旋又折返，相逢的兩人在電話亭激情擁吻，在那裡两人成為恋人过了一段美好的时光。烏蠅由于面子壓力因此生意一直做得不顺利。一次他更受到Tony的凌辱，当晚气急的烏蠅拿著煤气罐砸坏了Tony的车，被发现后遭Tony等人打至重伤。
阿华知道后立即赶回去，阿华要Tony放了烏蠅，而Tony则教训起了阿华。阿华有枪在手救走了烏蠅，但是却因此与Tony结下深仇。事后阿华要烏蠅躲避Tony先回老家調景嶺，烏蠅不肯。很快两人被Tony的人围殴打伤。阿华带着伤去找阿娥，被外科醫生偉強治好后，两人又过了一段愉快的日子。烏蠅为了要做大事证明自己够胆量，接下了阿公的危險任務，去刺杀大口基（阿基原本是阿公的手下，被捕后轉成警方的污点证人，因而被指出賣社團）。
烏蠅把接受任务所得的安家費交给已经轉做正行的阿西。阿西怕他出事，急忙通知阿华回来制止。华听到电话后与阿娥依依不舍地道别，阿娥期盼阿华能够平安回到她身边。阿娥輕拍車窗擔心阿華，見車子遠去後，阿娥也心有所感且無奈地流下眼淚。
阿华找到烏蠅后劝他不要衝动做傻事，但是烏蠅已下定决心（「我烏蠅寧願做一日英雄，都不想做一世烏蠅！」），劝阻失敗后阿华说要跟他一起执行刺杀任务，烏蠅不想拖累阿华去送死于是拒绝了阿华，并偷偷独自溜走。
最后一幕：烏蠅在警局前開槍打中了准备坐警车出庭的阿基和几名警察，自己则被警察開槍打死。赶到的阿华看到烏蠅已死，补射了阿基一枪殺死阿基，自己脑部也被警察打中（在臺灣上映的版本，阿華因腦部受創嚴重而成為痴呆，並未死去）。

## 角色
| 演員             | 角色     | 粵語配音 | 備註 |
| 劉德華           | 阿華     | 李學斌   | 黑幫骨幹之一、烏蠅老大、阿娥的表哥兼情人。 第一版片尾為被警察打中腦部死亡；第二版則為中槍後入獄，後出獄                                              |
| 張曼玉           | 阿娥     | 沈小蘭   | 阿華表妹兼情人 |
| 張學友           | 烏蠅     | 鄧榮銾   | 黑幫成員、阿華手下、阿西老大。 片尾在警局前開槍打中了準備坐警車出庭的阿基和幾名警察，自己則被警察開槍打死 認為素食主義者生出來的小孩會患上肛門閉鎖症 |
| 萬梓良           | Tony     | 朱子聰   | 黑幫骨幹之一 阿華的天敵 後被烏蠅拔槍挾持要求他收下欠款                                                                                               |
| 黄斌             | 阿西     | 朱子聰   | 烏蠅手下、黑幫份子，後從事正行（加油站職員） |
| 王劍風           |          | 金貴     | Tony手下 |
| 林蛟             | 阿公     | 賈鳳悟   | 黑幫首領 |
| 黃鶯             | 美寶     | 劉美君   | 阿華前女友 |
| 江道海           | 肥九     | 盧雄     | 高利貸放債人、烏蠅收帳對象，因拖欠貸款被阿華毆傷 |
| 白茵             | 烏蠅母親 | 白茵     | （戲份最終被全部剪走，僅有聲音演出） |
| 龐強輝           | 阿西外父 | 盧雄     | |
| 許芬             | 阿西外母 |          | |
| 衛青             | 坤叔     | 盧雄     | 社團叔父輩 |
| 陳志輝           |          | 陳永信   | 賭徒，於桌球室與烏蠅賭球，懷疑烏蠅賴帳而殺傷烏蠅。後遭阿華斬死                                                                                       |
| 簡達華（西洋仔） | 大口基   |          | 原社團帳房，被捕後轉做污點證人，因而被指出賣社團，片末為烏蠅及阿華所槍殺身亡                                                                         |
| 黃拔景           |          |          | 麻將館老闆 |
| 張叔平           | 劉偉強   |          | 大嶼山的“劉偉強西醫診所”醫生（與本片美術指導為同一人客串演出，角色劉偉強則與本片攝影同名）                                                           |

## 電影歌曲

### 主題曲
| 歌名         | 演唱者 | 作曲   | 填詞   | 編曲   |
| 〈痴心錯付〉 | 劉德華 | 鄭進一 | 潘偉源 | 唐奕聰 |

### 插曲
| 歌名                   | 演唱者     | 作曲                    | 填詞   | 編曲       |
| 〈激情〉               | 林憶蓮     | G. Moroder、T. Whitlock | 林振強 | 郭小霖     |
| 〈你是我胸口永遠的痛〉 | 王傑、葉歡 | 陳秀男                  | 丁曉雯 | 陳志遠     |
| 〈忘了你忘了我〉       | 王傑       | 王文清                  | 王文清 | 李士先     |
| 〈豈有此理〉           | Blue Jeans | 黃良升                  | 黃泰來 | Blue Jeans |

## 獎項
| 年份 | 頒獎典禮            | 獎項             | 名單   | 結果              |
| ---- | ------------------- | ---------------- | ------ | ----------------- |
| 1988 | 第25屆金馬獎        | 最佳導演         | 王家衛 | 提名              |
| 1988 | 第25屆金馬獎        | 最佳美術設計     | 張叔平 | 提名              |
| 1989 | 第8屆香港電影金像獎 | 最佳電影         |        | 提名              |
| 1989 | 第8屆香港電影金像獎 | 最佳導演         | 王家衛 | 提名              |
| 1989 | 第8屆香港電影金像獎 | 最佳男主角       | 劉德華 | 提名              |
| 1989 | 第8屆香港電影金像獎 | 最佳女主角       | 張曼玉 | 提名              |
| 1989 | 第8屆香港電影金像獎 | 最佳男配角       | 張學友 | 獲獎              |
| 1989 | 第8屆香港電影金像獎 | 最佳男配角       | 萬梓良 | 提名              |
| 1989 | 第8屆香港電影金像獎 | 最佳攝影         | 劉偉強 | 提名              |
| 1989 | 第8屆香港電影金像獎 | 最佳剪接         | 蔣彼得 | 提名              |
| 1989 | 第8屆香港電影金像獎 | 最佳美術指導     | 張叔平 | 獲獎              |
| 1989 | 第8屆香港電影金像獎 | 最佳電影配樂     | 鍾定一 | 提名              |
| 2005 | 香港電影金像獎協會  | 最佳華語片一百部 |        | 獲獎 (第八十八名) |

## 播放時間
| 香港 ViuTV 星期六00:30-02:45節目 | 香港 ViuTV 星期六00:30-02:45節目 | 香港 ViuTV 星期六00:30-02:45節目 |
| -------------------------------- | -------------------------------- | -------------------------------- |
|                                  | 旺角卡門 （2024年7月20日）       |                                  |
| 演員 • 門 (2024年7月20日)        | 今餐有料到 （2024年7月20日）     |                                  |

## 影響
王家衛在當年為一名新進導演，其邀請當時的三位新人劉德華、張曼玉與張學友，而香港影迷也首次見到王家衛與劉偉強的手提式攝影法。
劉德華在參與拍攝該片後即受到影評人士的表揚，相對其演技在1981年出道初期多次被專業人士批評，在該次王家衛的指導下，該部電影對於劉德華的演技可算是一次突破。張曼玉在參與拍攝該片前也曾經常被批評為演技不佳的花瓶演員，其在該部電影的表現也獲得不少影迷與電影專業人士的認可。而張學友在該部電影中飾演一個不學無術的古惑仔，即便此後其音樂事業上的成就大幅掩蓋了其在電影事業上的表現，然該部電影讓張學友在以歌手身分出道僅三年後，在香港電影興盛時期與眾多演員競爭之下獲得香港電影金像獎的最佳男配角獎，且其在該片中的演技也仍被多人提及，在當時被認可為一個演技卓越的未來電影明星，在當時陷入音樂事業低潮的他也受到該部電影的影響而逐漸重新好轉。
電影在香港上映後好評如潮，不僅得到多位專業人士的好評，更加受到香港青年一代的喜愛，《旺角卡門》在商業、藝術方面獲得了雙向的成功，是香港電影黃金年代的經典電影之一。張學友的「吔屎啦你！」一幕更是在兩岸三地的網絡上廣為流傳，被中國內地網民製作成各種表情包。
劉德華和張學友相繼16年後在《江湖》再次合作，二人角色與《旺角卡門》亦有相似。

## 外部連結
- 香港影庫上《旺角卡门》的資料（繁體中文）
- 開眼電影網上《旺角卡门》的資料（繁體中文）
- 豆瓣电影上《旺角卡门》的資料 （简体中文）
- 时光网上《旺角卡门》的資料（简体中文）
- AllMovie上《旺角卡门》的资料（英文）
- 爛番茄上《旺角卡门》的資料（英文）
- 互联网电影数据库（IMDb）上《旺角卡门》的资料（英文）